# 鬼ガール!!
『鬼ガール!!』（おにガール）は、2020年10月16日に一般公開された日本の映画。監督は瀧川元気、主演は映画初主演となる井頭愛海。
鬼と人間のハーフであることにコンプレックスを持つ女子高生が映画部で活動する中で「なりたい自分」や「自分は何者なのか」を考えていく青春ヒューマンストーリー。
キャッチコピーは「自分を好きになれたら、鬼に金棒やん」。

## 概要
映画製作を通じて地域活性化を図る「奥河内ムービー・プロジェクト」の一環で、地元の河内長野市出身の瀧川元気が監督、地元が奥河内の井頭が主演を務める。
奥河内地域（河内長野市、富田林市、千早赤阪村）の地元有志団体による実行委員会が撮影をサポートした。
2019年6月より約3週間をかけて奥河内地域の各地でロケが行われ、エキストラや撮影協力など地元民のサポートが行われた。「奥河内のロケ地」参照。

## あらすじ
鬼族の末裔で、鬼と人間とのハーフである鬼瓦ももかはキラキラした青春に憧れる新高校一年生。
映画部の岬先輩からいきなりヒロインとしてスカウトされ、挫折しながらも女優を目指そうとする。
一方、ももかの幼馴染みの蒼月蓮は、父・忍が高校時代に映画作りを断念した「幻の脚本」を探していた。その脚本は、高校時代に同じ映画部で活動していた、ももかの父・大鉄からももかに渡される。「幻の脚本」は、高校生では難しい映像と舞台を組み合わせた連鎖劇「桃連鎖」で、蓮は映画作りをためらうが、ももかが「お父さん越えようや!」と漣に気持ちをぶつける。
そして、ももかと蓮は「桃連鎖」に挑戦することを決め、協力してくれる仲間を集める。その活動の中で、ももかは「なりたい自分」や「自分は何者なのか」など考える機会を得て、いつのまにか自分と向き合い成長していく。

## キャスト
鬼瓦ももか（おにがわら ももか）〈15〉
演 - 井頭愛海
主人公。鬼と人間とのハーフで、鬼族の血をひく「鬼」。
憧れの岬先輩にヒロインとして映画に誘われるが、オーディションで補欠となってしまう。
その後、蓮が探していた幻の脚本「桃連鎖」の脚本を父・大鉄からもらい、蓮と一緒に映画作りをしていく。
「桃連鎖」では、母・ひとみが演じるはずだったヒロイン・鬼住さくらを演じていく。
蒼月蓮（あおつき れん）〈15〉
演 - 板垣瑞生
映画部員。ももかの幼馴染。ももかを「怪力女」と呼ぶ。
ももかから受け取った「桃連鎖」の脚本で映画を撮り、連鎖劇を実現しようと思っている。
神宮寺岬（じんぐうじ みさき）〈17〉
演 - 上村海成
ももかが恋心を寄せる映画部の先輩。女生徒に大人気。
一度は映画部を退部していたが、ももかに説得され「桃連鎖」で主演・河内黒麿（かわち くろまろ）を演じる。
松丸星愛姫（まつまる てぃあら）〈15〉
演 - 桜田ひより
校内NO.1の美女。女子生徒の中心になっている。蓮のことが好き。
最初ももかを嫌っていたが、ももかに映画のヘアメイク、特殊メイクを頼まれて仲間になる。
「桃連鎖」で雉のお江（おこう）を演じる。
宇佐美雪（うさみ ゆき）〈15〉
演 - 吉田美月喜
ももかと同じ中学出身の親友。ももかが信頼している。
反町冬季也（そりまち ときや）〈16〉
演 - 曽野舜太
映画部のカメラマン、映画オタク。
鬼瓦大鉄（おにがわら だいてつ）〈45〉
演 - 山口智充（高校時代:西山潤）
ももか達の父親。整体師で、家の一室を施術所にしている。
高校時代は映画部で忍やひとみと映画作りをしていた。
鬼瓦りりか（おにがわら りりか）〈13〉
演 - 深尾あむ
ももかの妹。ガールズバンド「鬼ロック」のボーカル。
「鬼」であることに悩むももかに、「鬼ひっくるめての自分やん」と言い切る。
鬼瓦たいが（おにがわら たいが）〈6〉
演 - 末次寿樹
ももか達の弟。雪と同じ太鼓のチームに所属している。
鬼瓦ひとみ（おにがわら ひとみ）
演 - 志田彩良
ももか達の母。旧姓は山野。高校時代に忍と大鉄の映画に主演するはずだった。
大鉄の告白を受け、交際し結婚した。5年前に病気で亡くなっている。
蒼月忍（あおつき しのぶ）〈45〉
演 - テイ龍進（高校時代:楽駆）
蓮の父。国際的な映画監督。
高校時代に「桃連鎖」を撮ろうとしたが、クランクインできないままに終わっている。
楠本滝覚
演 - 六平直政
ももかが住む町の寺の住職。連鎖劇の場所を提供してくれる。
雉本先生（きじもと せんせい）
演 - 宇都宮まき
ももかや蓮のクラス担任。演劇部顧問。
「鬼ロック」メンバー
演 - 松澤可苑
ベース担当。
演 - 神谷侑理愛
ギター担当。
演 - AMI
ドラム担当。
吉村洋文大阪府知事
演 - 本人（友情出演）
自身も奥河内出身だと、奥河内ふるさと映画祭の開演の来賓挨拶をする。

## スタッフ
- 監督 - 滝川元気
- 原作 - 中村航『鬼ガール!!　ツノは出るけど女優めざしますっ!』（角川つばさ文庫刊）
- 脚本 - 中村航、作道雄、瀧川元気
- 音楽 - 梶原徹也
- 挿入歌 - THE BLUE HEARTS「TRAIN-TRAIN」 - 歌唱・深尾あむ
- エグゼクティブプロデューサー - 中西康浩、瀧川元気
- ゼネラルプロデューサー - 西野修平
- プロデューサー - 内海直大
- キャスティング - 新江佳子
- アクション監督 - マット奥井
- 撮影 - 岡田賢三
- 照明 - 宮西孝明
- 録音 - 小清水健治
- スタイリスト - 米村和晃
- ヘアメイク - 菅原美和子
- 編集 - 別所順平
- 音響 - 田中俊
- 助監督 - 山田敏久
- 主催 - 奥河内ムービー・プロジェクト実行委員会
- 後援 - 大阪府、河内長野市、富田林市、千早赤阪村、大阪府教育委員会、河内長野市教育委員会、千早赤阪村教育委員会ほか
- 協力 - 河内長野市文化振興財団
- 制作プロダクション - Studio-884.Pro
- 配給 - SDP
- 製作 -「鬼ガール!!」製作委員会（電通、Studio-884.Pro、読売新聞社、MBS、ABCテレビ（ABCライツビジネス）、 TVO、KTV、ytv、FM802、FM大阪、関西東通、大阪プランナー）

## 奥河内のロケ地
- 河内長野市
  - 観心寺…連鎖劇を披露する場所として撮影される。
  - 金剛寺…りりか達の「鬼ロック」ライブ会場。
  - 鬼住橋（河内長野市神ガ丘、大阪府道214号河内長野千早城跡線）…鬼瓦家の周辺、「鬼ドン」の回想シーンなど。
  - 河内長野商店街…映画祭のシーンでは実際にレッドカーペットが敷かれ撮影される。
  - 石川河川敷（天見川合流点付近)…ももかと岬先輩のシーン。
  - 清教学園中学校・高等学校…奥河内高校として撮影される。ももか達の制服は、この清教学園中学校・高等学校のもの。
  - 滝畑ダム …上流の光滝では河内黒麿が犬族と戦う場面や桃が流れてくるシーンなどが撮影された。
  - 岩湧山…河内黒麿が鬼住さくらと出会うシーンなどが撮影された。
  - ラブリーホール…映画祭のメイン会場。
  - 関西サイクルスポーツセンター…ももかが星愛姫にそば団子を差し出して、協力を頼むシーンが撮影された。
  - 大阪千代田短期大学 図書館…蓮が幻の脚本を探す場面が撮影された。
  - 延命寺…季節の移り変わりのシーンが撮影された。
- 富田林市
  - 願昭寺…護摩法要で雪とたいがが太鼓を披露するシーンが撮影された。
- 千早赤阪村
  - 下赤坂の棚田 - 日本の棚田百選…連鎖劇のシーンが撮影された。

出典 - ロケ地マップ河内長野市ホームページ2020年8月26日配信記事

## 書誌情報
- 鬼ガール!! ツノは出るけど女優めざしますっ! （2020年9月12日発売、角川つばさ文庫、ISBN 978-4-04-631889-3）
- 映画「鬼ガール!!」OFFICIAL BOOK （2020年9月30日発売、ザメディアジョン、ISBN 978-4-86250-683-2）